# G'sengte Sau
G'Sengte Sau is een stalen achtbaan in het Duitse attractiepark Erlebnispark Tripsdrill te Cleebronn.

## Algemene informatie
G'Sengte Sau opende in 1998 en was de eerste achtbaan die werd gebouwd door het Duitse bedrijf Gerstlauer.
De baan loopt door de burcht Rauhe Klinge waar ook de boomstamattractie Badewannenfahrt zum Jumgbrunnen doorheen loopt.

## De rit
Na de 16 meter hoge kettingoptakeling volgt de eerste afdaling met daaropvolgend vier helices zonder verkanting. Hierna rijden de treintjes over twee andersom draaiende in de burcht geïntegreerde helices heen. Na het verlaten van de burcht volgen vier camelbacks en daarna nogmaals twee helices waarna het remvak volgt en de trein terugkeert naar het station.

## Televisie
Voor de Duitse versie van het televisieprogramma Wedden, dat..? reed de Duitser Dirk Auer op rolschaatsen over de baan heen.

## Galerij

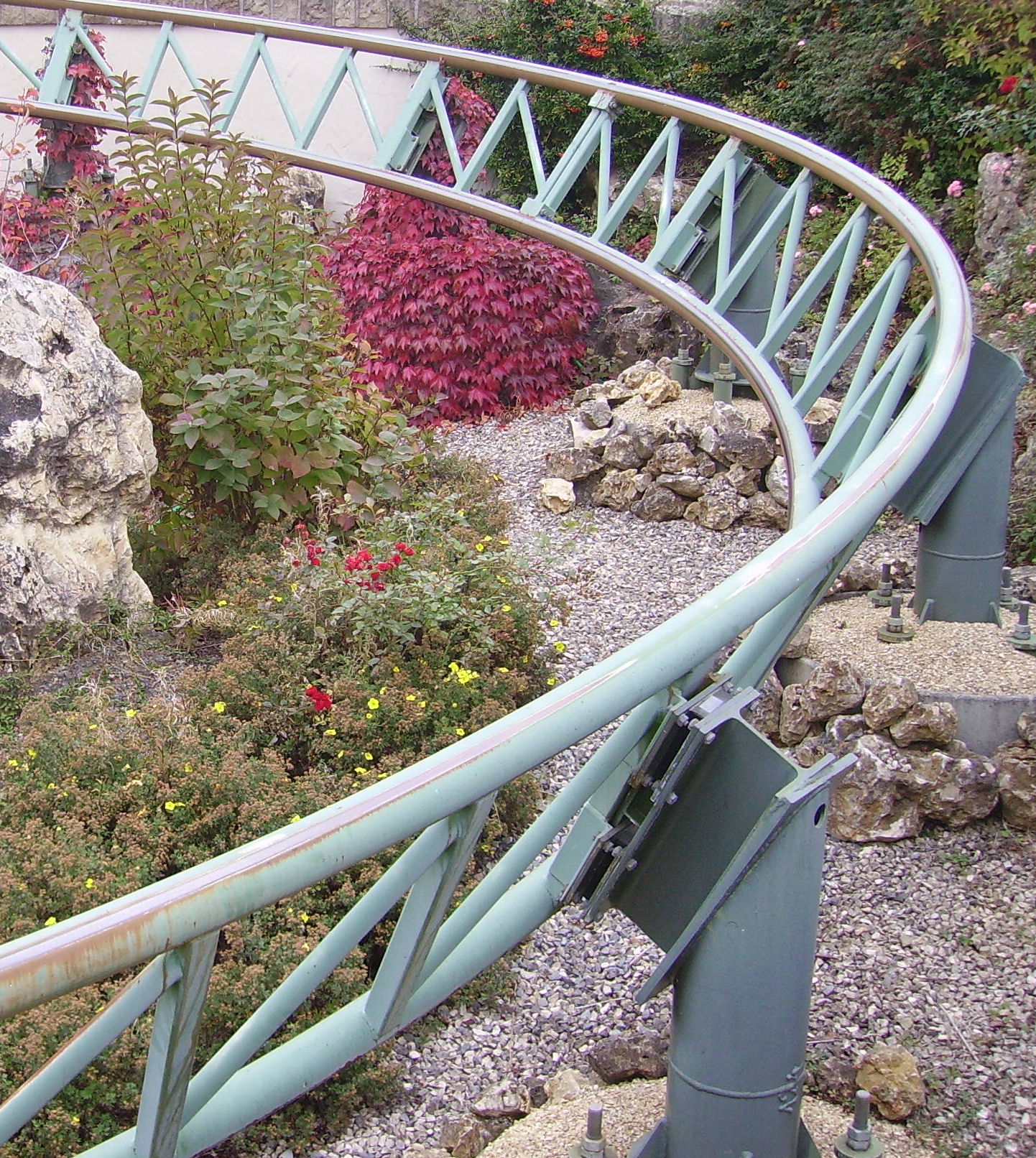
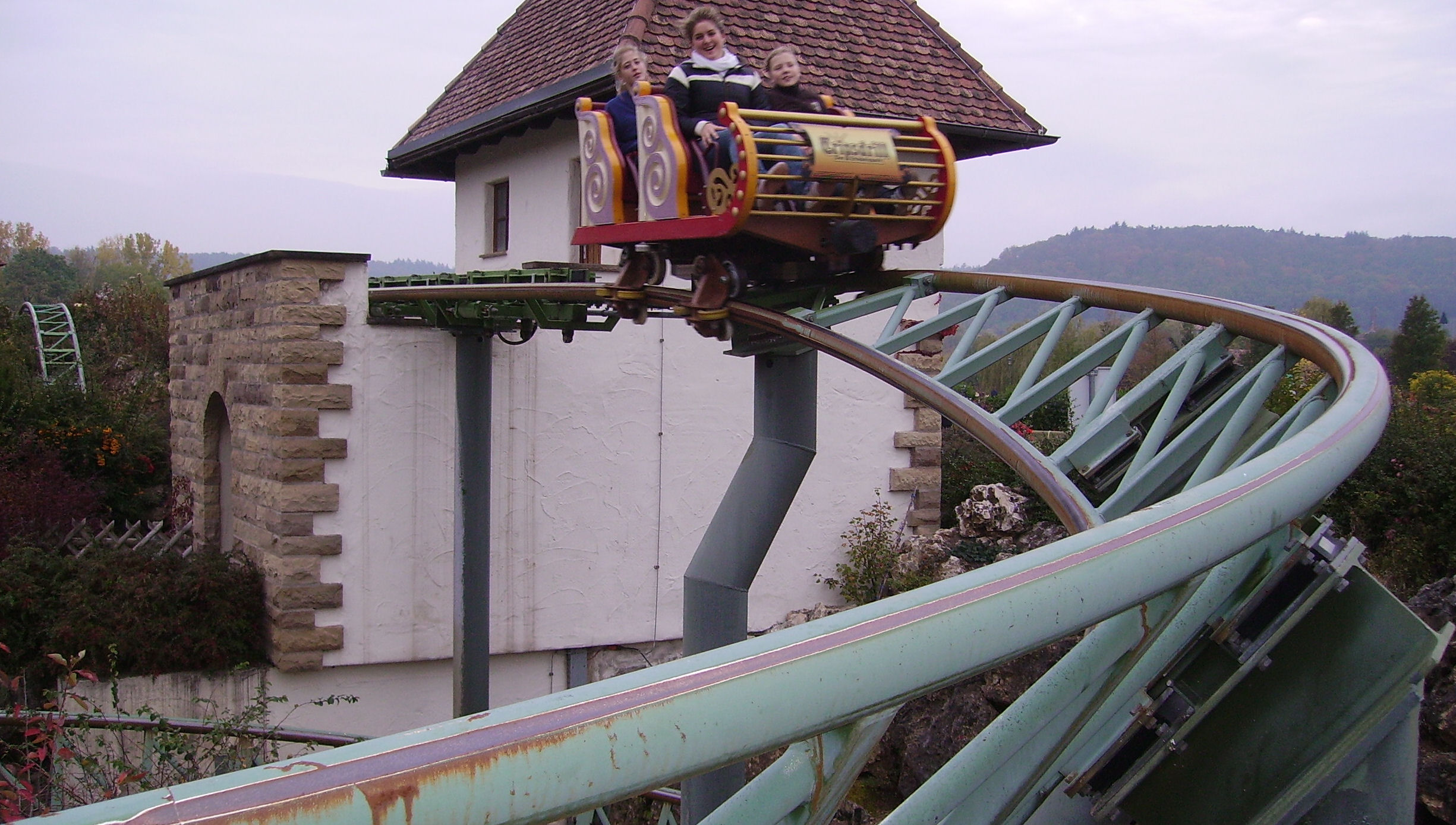
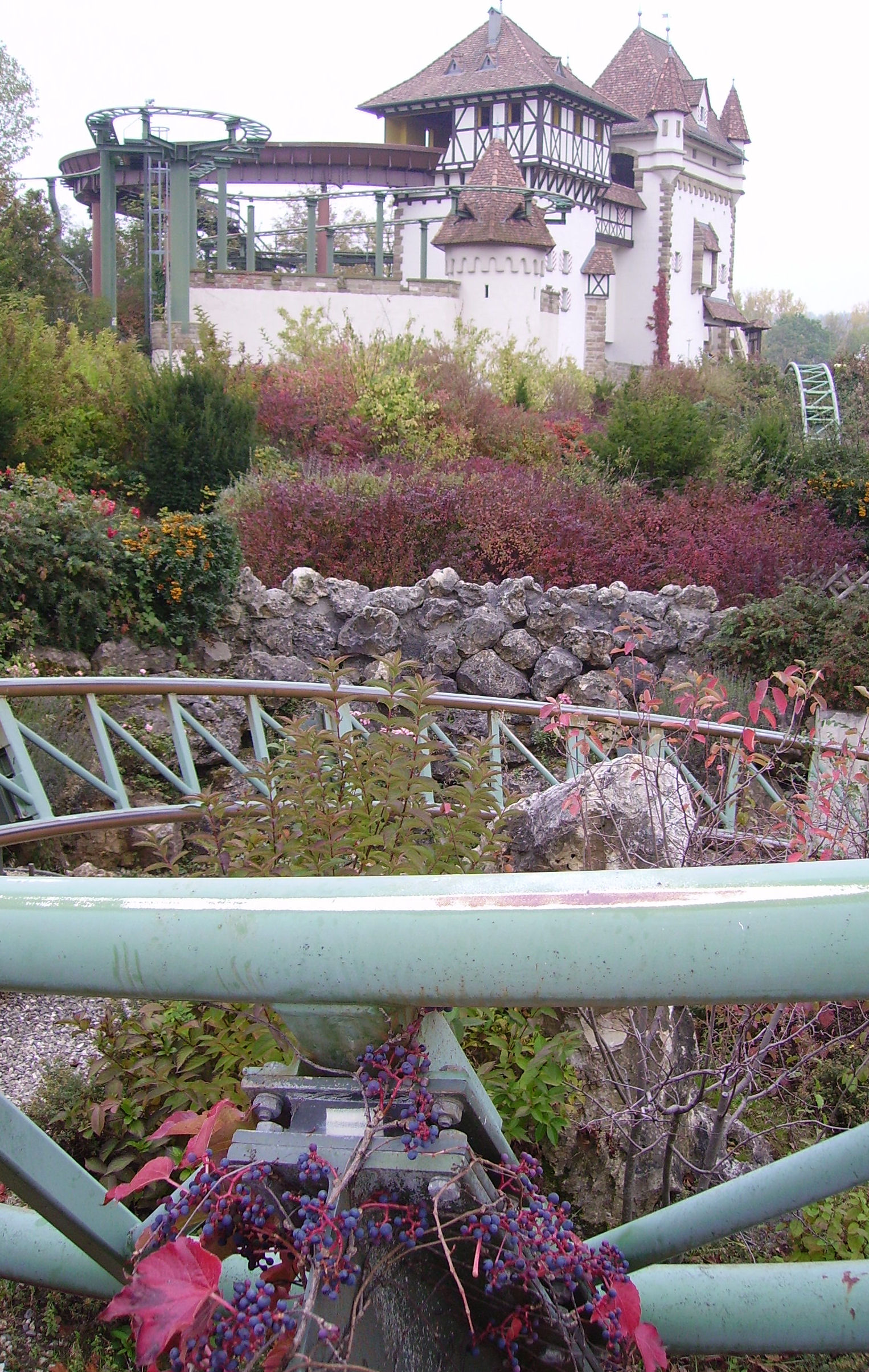
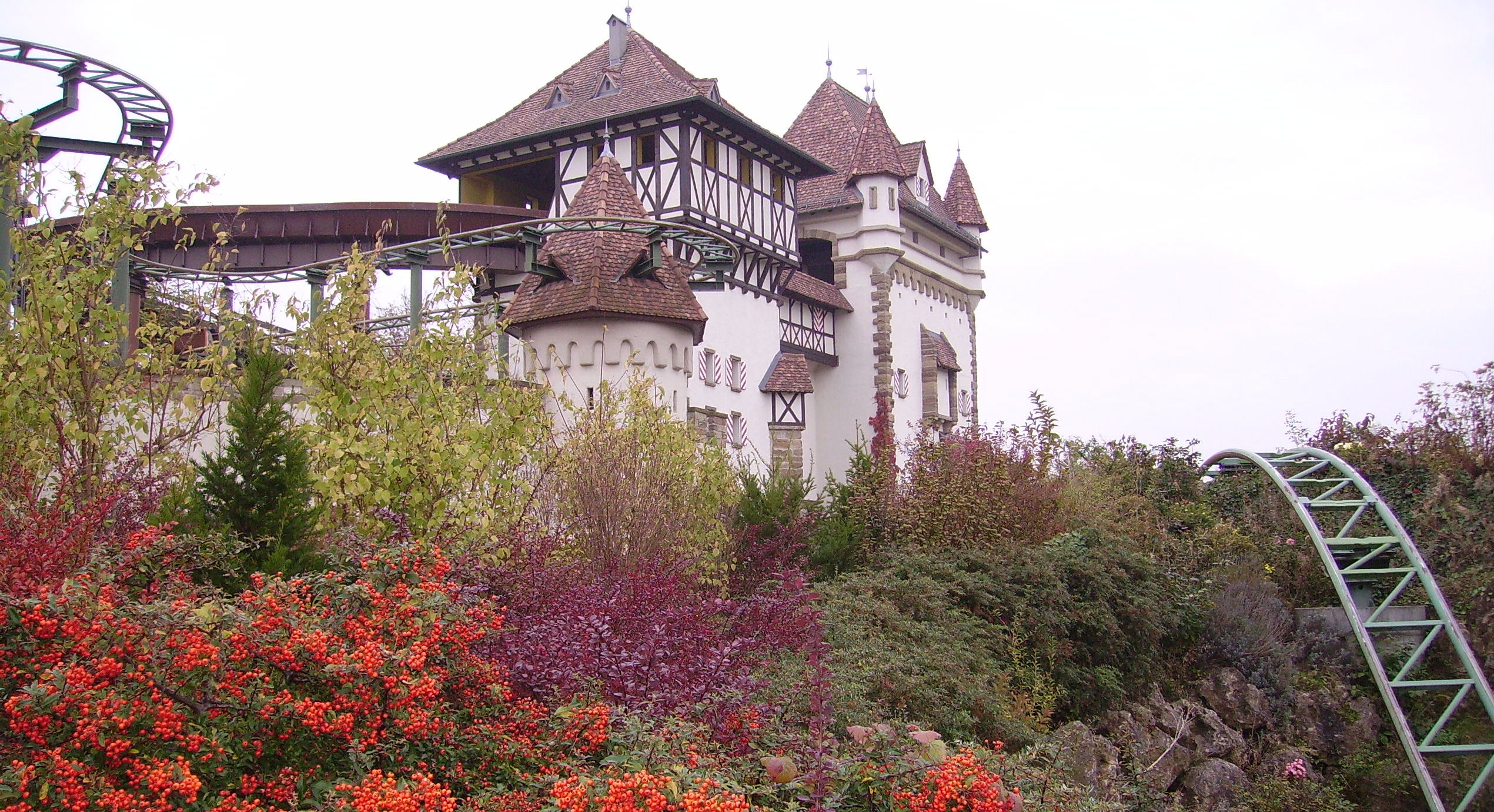

Afbeeldingen